# 그녀로 말할 것 같으면
《그녀로 말할 것 같으면》은 2018년 7월 14일부터 2018년 9월 29일까지 방송된 SBS 주말 특별기획 드라마이다.

## 줄거리
살기 위해 인생을 걸고 페이스오프급 성형수술을 감행하지만 수술 후유증으로 기억을 잃은 한 여자가 조각난 기억의 퍼즐을 맞추며 펼쳐가는 미스터리 멜로 드라마.

## 등장인물

### 주요 인물
- 남상미 : 지은한 (신현서, 33세) 역
- 김재원 : 한강우(37세) 역 - 한강우 성형외과 원장
- 조현재 : 강찬기(45세) 역 - SBC방송 아침뉴스 앵커

### 강찬기의 주변 인물
- 이미숙 : 민자영(69세) 역 - 강찬기의 어머니, 파인코스메틱 회장
- 한다감 : 정수진(33세) 역 - 민자영 회장의 집사
- 박민하 : 강다라(7세) 역 - 찬기와 은한의 딸

### 지은한의 주변 인물
- 김정영 : 이숙현(62세) 역 - 은한의 어머니
- 강훈 : 지수한(27세) 역 - 은한의 동생

### 한강우의 주변 인물
- 양진성 : 송채영(33세) 역 - 강우의 대학 후배, 파인코스메틱연구소 팀장
- 이대연 : 한영철(70세) 역 - 강우의 아버지
- 정진운 : 한희영(29세) 역 - 한강우 성형외과 상담실장 겸 간호사, 강우의 사촌동생

### 주변 인물
- 이호정 : 이현수(29세) 역 - 강찬기의 후배 / SBC방송 사회부 기자
- 김뢰하 : 김성호(50세) 역 - 형사 출신 특급 해결사
- 정영주 : 황 여사(45세) 역 - 찬기집 요리사
- 김보강 : 장석준(40세) 역 - 대학병원 의사, 파인코스메틱 회장 일가의 주치의

### 그 외 인물
- 박원우 : 유진 역 - 송채영의 아들
- 지은
- 문아람
- 유화
- 차수린
- 이세희
- 주어진
- 박인지
- 김다원
- 정강희
- 장재권
- 홍서준
- 전병덕
- 서태이
- 진현광
- 박해빛나 : 성형외과 간호사 역

### 특별출연
- 이시아 : 성형 전 지은한 역

## 시청률
최저 시청률과 최고 시청률은 시청률 조사회사와 지역별로 시청률에 차이가 있을 수 있습니다.
| 2018년 | 2018년   | 2018년         | 2018년       | 2018년         | 2018년       |
| 회차   | 방송일   | TNmS 시청률    | TNmS 시청률  | AGB 시청률     | AGB 시청률   |
| 회차   | 방송일   | 대한민국(전국) | 서울(수도권) | 대한민국(전국) | 서울(수도권) |
| ------ | -------- | -------------- | ------------ | -------------- | ------------ |
| 제1회  | 7월 14일 | 4.0%           | 4.2%         | 4.4%           | 4.6%         |
| 제2회  | 7월 14일 | 4.9%           | 5.1%         | 5.3%           | 5.5%         |
| 제3회  | 7월 14일 | 5.4%           | 5.6%         | 5.8%           | 6.0%         |
| 제4회  | 7월 14일 | 6.6%           | 6.8%         | 7.1%           | 7.2%         |
| 제5회  | 7월 21일 | 3.5%           | 3.7%         | 3.9%           | 4.1%         |
| 제6회  | 7월 21일 | 5.4%           | 5.5%         | 5.8%           | 5.8%         |
| 제7회  | 7월 21일 | 5.1%           | 5.3%         | 5.5%           | 5.7%         |
| 제8회  | 7월 21일 | 6.5%           | 7.1%         | 7.2%           | 7.8%         |
| 제9회  | 7월 28일 | 5.2%           | 5.4%         | 4.8%           | 5.0%         |
| 제10회 | 7월 28일 | 6.8%           | 7.3%         | 5.9%           | 6.4%         |
| 제11회 | 7월 28일 | 7.2%           | 7.8%         | 6.4%           | 7.0%         |
| 제12회 | 7월 28일 | 8.9%           | 9.6%         | 8.3%           | 9.0%         |
| 제13회 | 8월 4일  | 4.8%           | 5.0%         | 5.3%           | 5.5%         |
| 제14회 | 8월 4일  | 5.4%           | 6.1%         | 6.6%           | 7.3%         |
| 제15회 | 8월 4일  | 5.8%           | 6.3%         | 7.1%           | 7.6%         |
| 제16회 | 8월 4일  | 7.0%           | 7.6%         | 8.4%           | 9.0%         |
| 제17회 | 8월 11일 | 6.0%           | 6.4%         | 6.6%           | 6.9%         |
| 제18회 | 8월 11일 | 8.3%           | 9.0%         | 8.7%           | 9.4%         |
| 제19회 | 8월 11일 | 8.5%           | 9.1%         | 9.3%           | 9.9%         |
| 제20회 | 8월 11일 | 10.5%          | 10.8%        | 11.9%          | 12.3%        |
| 제21회 | 8월 18일 | 5.9%           | 6.4%         | 6.3%           | 6.8%         |
| 제22회 | 8월 18일 | 7.8%           | 7.9%         | 8.6%           | 8.7%         |
| 제23회 | 8월 18일 | 8.5%           | 8.6%         | 9.1%           | 9.1%         |
| 제24회 | 8월 18일 | 10.2%          | 10.4%        | 11.8%          | 12.0%        |
| 제25회 | 8월 25일 | 5.3%           | 5.8%         | 5.7%           | 6.1%         |
| 제26회 | 8월 25일 | 7.5%           | 7.7%         | 8.4%           | 8.6%         |
| 제27회 | 8월 25일 | 7.6%           | 8.3%         | 8.7%           | 9.4%         |
| 제28회 | 8월 25일 | 9.2%           | 10.1%        | 10.4%          | 11.3%        |
| 제29회 | 9월 8일  | %              | %            | 6.9%           | %            |
| 제30회 | 9월 8일  | %              | %            | 8.7%           | %            |
| 제31회 | 9월 8일  | %              | %            | 8.5%           | %            |
| 제32회 | 9월 8일  | %              | %            | 9.8%           | %            |
| 제33회 | 9월 15일 | %              | %            | 7.0%           | %            |
| 제34회 | 9월 15일 | %              | %            | 8.8%           | %            |
| 제35회 | 9월 15일 | %              | %            | 10.1%          | %            |
| 제36회 | 9월 15일 | %              | %            | 12.0%          | %            |
| 제37회 | 9월 29일 | %              | %            | 8.0%           | 8.8%         |
| 제38회 | 9월 29일 | %              | %            | 9.6%           | 10.3%        |
| 제39회 | 9월 29일 | %              | %            | 10.4%          | 11.1%        |
| 제40회 | 9월 29일 | %              | %            | 12.7%          | 13.6%        |

## 수상
- 2018년 SBS 연기대상 주말 ㆍ일일드라마부문 남자 최우수연기상 김재원
- 2018년 SBS 연기대상 프로듀서상 남상미
- 제26회 대한민국문화연예대상 드라마부문 최우수연기상 조현재

## 결방 사유
- 2018년 9월 1일 : 2018년 아시안 게임 남자 축구 결승전 〈대한민국 대 일본〉의 중계로 인한 《SBS 8 뉴스》의 순연에 따른 결방.
- 2018년 9월 22일 : 추석 특선영화 《리틀 포레스트》의 방송으로 인해 결방.

## 참고 사항
- 드라마 제작사 DK E&M이 "일본 드라마 《아름다운 사람》의 중요 부분을 표절 및 수정해 방영 중"이란 이유로 한국방송작가협회에 표절 의혹을 공식 요청했다.[3]